# Bóng rổ tại Thế vận hội Mùa hè 2016
Bóng rổ tại Thế vận hội Mùa hè 2016 tại Rio de Janeiro, Brasil diễn ra từ ngày 6 tới 21 tháng 8 năm 2016. Vòng bảng và vòng loại trực tiếp của cả hai nội dung nam và nữ được diễn ra trong Carioca Arena 1 thuộc Olympic Park nơi có sức chứa 16.000 khán giả.

## Tham dự
Các Ủy ban Olympic quốc gia có thể tham gia tối đa một đội nam 12 vận động viên và tối đa một đội nữ 12 vận động viên.

### Chủ nhà
Cũng như năm 2012, nước chủ nhà Olympic không được đảm bảo một suất dự Olympic. Ngày 9 tháng 8 năm 2015, sau khi Ban quản trị FIBA quyết định trao cho đội tuyển bóng rổ nam và nữ Brazil suất tham dự môn bóng rổ tại Thế vận hội sau cuộc họp tại Tokyo.

### Vòng loại nam
| Giải đấu                         | Thời gian                        | Địa điểm    | Suất | Đội tuyển   |
| -------------------------------- | -------------------------------- | ----------- | ---- | ----------- |
| Giải vô địch thế giới 2014       | 31 tháng 8 – 14 tháng 9 năm 2014 | Tây Ban Nha | 1    | Hoa Kỳ      |
| Quốc gia chủ nhà                 | 9 tháng 8 năm 2015               | Tokyo       | 1    | Brasil      |
| Giải vô địch châu Đại Dương 2015 | 15–18 tháng 8 năm 2015           | nhiều nơi   | 1    | Úc          |
| AfroBasket 2015                  | 19–30 tháng 8 năm 2015           | Radès       | 1    | Nigeria     |
| Giải vô địch châu Mỹ 2015        | 31 tháng 8 – 12 tháng 9 năm 2015 | Mexico City | 2    | Venezuela   |
| Giải vô địch châu Mỹ 2015        | 31 tháng 8 – 12 tháng 9 năm 2015 | Mexico City | 2    | Argentina   |
| EuroBasket 2015                  | 5–20 tháng 9 năm 2015            | nhiều nơi   | 2    | Tây Ban Nha |
| EuroBasket 2015                  | 5–20 tháng 9 năm 2015            | nhiều nơi   | 2    | Litva       |
| Giải vô địch châu Á 2015         | 23 tháng 9 – 3 tháng 10 năm 2015 | Trường Sa   | 1    | Trung Quốc  |
| Vòng loại Olympic thế giới 2016  | 4–10 tháng 7 năm 2016            | Belgrade    | 1    | Serbia      |
| Vòng loại Olympic thế giới 2016  | 4–10 tháng 7 năm 2016            | Pasay       | 1    | Pháp        |
| Vòng loại Olympic thế giới 2016  | 4–10 tháng 7 năm 2016            | Turin       | 1    | Croatia     |
| Tổng                             |                                  |             | 12   |             |

### Vòng loại nữ
| Giải đấu                         | Thời gian                        | Địa điểm   | Suất | Đội tuyển   |
| -------------------------------- | -------------------------------- | ---------- | ---- | ----------- |
| Giải vô địch thế giới 2014       | 27 tháng 9 – 5 tháng 10 năm 2014 | Thổ Nhĩ Kỳ | 1    | Hoa Kỳ      |
| EuroBasket nữ 2015               | 11–28 tháng 6 năm 2015           | nhiều nơi  | 1    | Serbia      |
| Quốc gia chủ nhà                 | 9 tháng 8 năm 2015               | Tokyo      | 1    | Brasil      |
| Giải vô địch châu Mỹ 2015        | 9–16 tháng 8 năm 2015            | Edmonton   | 1    | Canada      |
| Giải vô địch châu Đại Dương 2015 | 15–17 tháng 8 năm 2015           | nhiều nơi  | 1    | Úc          |
| Giải vô địch châu Á 2015         | 29 tháng 8 – 5 tháng 9 năm 2015  | Vũ Hán     | 1    | Nhật Bản    |
| AfroBasket nữ 2015               | 24 tháng 9 – 3 tháng 10 năm 2015 | Yaoundé    | 1    | Sénégal     |
| Vòng loại Olympic thế giới 2016  | 13–19 tháng 6 năm 2016           | Nantes     | 5    | Belarus     |
| Vòng loại Olympic thế giới 2016  | 13–19 tháng 6 năm 2016           | Nantes     | 5    | Trung Quốc  |
| Vòng loại Olympic thế giới 2016  | 13–19 tháng 6 năm 2016           | Nantes     | 5    | Pháp        |
| Vòng loại Olympic thế giới 2016  | 13–19 tháng 6 năm 2016           | Nantes     | 5    | Tây Ban Nha |
| Vòng loại Olympic thế giới 2016  | 13–19 tháng 6 năm 2016           | Nantes     | 5    | Thổ Nhĩ Kỳ  |
| Tổng                             |                                  |            | 12   |             |

## Nam
Gồm hai bảng; sau vòng bảng là vòng loại trực tiếp.

### Vòng bảng
Các đội được chia làm hai bảng mỗi bảng sáu quốc gia, thi đấu vòng tròn một lượt. Hai điểm cho một trận thắng, một điểm cho một trận thua. Bốn đội đứng đầu mỗi bảng sẽ lọt vào tứ kết.

#### Bảng A
| VT | Đội        | ST | T | B | ĐT  | ĐB  | HS   | Đ  | Giành quyền tham dự |
| -- | ---------- | -- | - | - | --- | --- | ---- | -- | ------------------- |
| 1  | Hoa Kỳ     | 5  | 5 | 0 | 524 | 407 | +117 | 10 | Tứ kết              |
| 2  | Úc         | 5  | 4 | 1 | 444 | 368 | +76  | 9  | Tứ kết              |
| 3  | Pháp       | 5  | 3 | 2 | 423 | 378 | +45  | 8  | Tứ kết              |
| 4  | Serbia     | 5  | 2 | 3 | 426 | 387 | +39  | 7  | Tứ kết              |
| 5  | Venezuela  | 5  | 1 | 4 | 315 | 444 | −129 | 6  |                     |
| 6  | Trung Quốc | 5  | 0 | 5 | 318 | 466 | −148 | 5  |                     |

#### Bảng B
| VT | Đội         | ST | T | B | ĐT  | ĐB  | HS  | Đ | Giành quyền tham dự |
| -- | ----------- | -- | - | - | --- | --- | --- | - | ------------------- |
| 1  | Croatia     | 5  | 3 | 2 | 400 | 407 | −7  | 8 | Tứ kết              |
| 2  | Tây Ban Nha | 5  | 3 | 2 | 432 | 357 | +75 | 8 | Tứ kết              |
| 3  | Litva       | 5  | 3 | 2 | 392 | 428 | −36 | 8 | Tứ kết              |
| 4  | Argentina   | 5  | 3 | 2 | 441 | 428 | +13 | 8 | Tứ kết              |
| 5  | Brasil (H)  | 5  | 2 | 3 | 411 | 407 | +4  | 7 |                     |
| 6  | Nigeria     | 5  | 1 | 4 | 392 | 441 | −49 | 6 |                     |

1. 1 2 3 4  Có 3 trận đấu kết thúc với hiệu số 3-2, Croatia và Tây Ban Nha với hiệu số 2-1 trong khi Argentina và Litva là 1-2. Croatia thắng Spain 72-70, và Litva thắng Argentina 81-73.

### Vòng loại trực tiếp
|  | Tứ kết      | Tứ kết     |             |     | Bán kết               | Bán kết               |  |  | Tranh huy chương vàng | Tranh huy chương vàng |
|  |             |            |             |     |                       |                       |  |  |                       |                       |
|  | 17 tháng 8  |            |             |     |                       |                       |  |  |                       |                       |
|  |             |            |             |     |                       |                       |  |  |                       |                       |
|  | Úc          | 90         |             |     |                       |                       |  |  |                       |                       |
|  | Úc          | 90         | 19 tháng 8  |     |                       |                       |  |  |                       |                       |
|  | Litva       | 64         |             |     |                       |                       |  |  |                       |                       |
|  | Litva       | 64         | Úc          | 61  |                       |                       |  |  |                       |                       |
|  | 17 tháng 8  |            | Úc          | 61  |                       |                       |  |  |                       |                       |
|  |             | Serbia     | 87          |     |                       |                       |  |  |                       |                       |
|  | Croatia     | Serbia     | 87          | 83  |                       |                       |  |  |                       |                       |
|  | Croatia     |            | 21 tháng 8  | 83  |                       |                       |  |  |                       |                       |
|  | Serbia      | 86         |             |     |                       |                       |  |  |                       |                       |
|  | Serbia      | 86         | Serbia      | 66  |                       |                       |  |  |                       |                       |
|  | 17 tháng 8  |            | Serbia      | 66  |                       |                       |  |  |                       |                       |
|  |             | Hoa Kỳ     | 96          |     |                       |                       |  |  |                       |                       |
|  | Tây Ban Nha | Hoa Kỳ     | 96          | 92  |                       |                       |  |  |                       |                       |
|  | Tây Ban Nha | 19 tháng 8 |             | 92  |                       |                       |  |  |                       |                       |
|  | Pháp        | 67         |             |     |                       |                       |  |  |                       |                       |
|  | Pháp        | 67         | Tây Ban Nha | 76  |                       |                       |  |  |                       |                       |
|  | 17 tháng 8  |            | Tây Ban Nha | 76  |                       |                       |  |  |                       |                       |
|  |             | Hoa Kỳ     | 82          |     | Tranh huy chương đồng | Tranh huy chương đồng |  |  |                       |                       |
|  | Hoa Kỳ      | Hoa Kỳ     | 82          | 105 | Tranh huy chương đồng | Tranh huy chương đồng |  |  |                       |                       |
|  | Hoa Kỳ      |            | 21 tháng 8  | 105 |                       |                       |  |  |                       |                       |
|  | Argentina   | 78         |             |     |                       |                       |  |  |                       |                       |
|  | Argentina   | 78         | Úc          | 88  |                       |                       |  |  |                       |                       |
|  |             |            |             |     |                       |                       |  |  |                       |                       |
|  | Tây Ban Nha | 89         |             |     |                       |                       |  |  |                       |                       |
|  | Tây Ban Nha | 89         |             |     |                       |                       |  |  |                       |                       |

## Nữ
Gồm hai bảng; sau vòng bảng là vòng loại trực tiếp.

### Vòng bảng
Các đội được chia làm hai bảng mỗi bảng sáu quốc gia, thi đấu vòng tròn một lượt. Hai điểm cho một trận thắng, một điểm cho một trận thua. Bốn đội đứng đầu mỗi bảng sẽ lọt vào tứ kết.

#### Bảng A
| VT | Đội        | ST | T | B | ĐT  | ĐB  | HS  | Đ  | Giành quyền tham dự |
| -- | ---------- | -- | - | - | --- | --- | --- | -- | ------------------- |
| 1  | Úc         | 5  | 5 | 0 | 400 | 345 | +55 | 10 | Tứ kết              |
| 2  | Pháp       | 5  | 3 | 2 | 344 | 343 | +1  | 8  | Tứ kết              |
| 3  | Thổ Nhĩ Kỳ | 5  | 3 | 2 | 324 | 325 | −1  | 8  | Tứ kết              |
| 4  | Nhật Bản   | 5  | 3 | 2 | 386 | 378 | +8  | 8  | Tứ kết              |
| 5  | Belarus    | 5  | 1 | 4 | 347 | 361 | −14 | 6  |                     |
| 6  | Brasil (H) | 5  | 0 | 5 | 335 | 384 | −49 | 5  |                     |

1. 1 2 3  3 đội có cùng 8 điểm: Pháp 3 điểm, +8 PD; Thổ Nhĩ Kỳ 3 điểm, −2 PD; Nhật Bản 3 điểm, −6 PD

#### Bảng B
| VT | Đội         | ST | T | B | ĐT  | ĐB  | HS   | Đ  | Giành quyền tham dự |
| -- | ----------- | -- | - | - | --- | --- | ---- | -- | ------------------- |
| 1  | Hoa Kỳ      | 5  | 5 | 0 | 520 | 316 | +204 | 10 | Tứ kết              |
| 2  | Tây Ban Nha | 5  | 4 | 1 | 387 | 333 | +54  | 9  | Tứ kết              |
| 3  | Canada      | 5  | 3 | 2 | 340 | 347 | −7   | 8  | Tứ kết              |
| 4  | Serbia      | 5  | 2 | 3 | 385 | 406 | −21  | 7  | Tứ kết              |
| 5  | Trung Quốc  | 5  | 1 | 4 | 371 | 428 | −57  | 6  |                     |
| 6  | Sénégal     | 5  | 0 | 5 | 309 | 482 | −173 | 5  |                     |

### Vòng loại trực tiếp
|  | Tứ kết      | Tứ kết      |             |     | Bán kết               | Bán kết               |  |  | Tranh huy chương vàng | Tranh huy chương vàng |
|  |             |             |             |     |                       |                       |  |  |                       |                       |
|  | 16 tháng 8  |             |             |     |                       |                       |  |  |                       |                       |
|  |             |             |             |     |                       |                       |  |  |                       |                       |
|  | Úc          | 71          |             |     |                       |                       |  |  |                       |                       |
|  | Úc          | 71          | 18 tháng 8  |     |                       |                       |  |  |                       |                       |
|  | Serbia      | 73          |             |     |                       |                       |  |  |                       |                       |
|  | Serbia      | 73          | Serbia      | 54  |                       |                       |  |  |                       |                       |
|  | 16 tháng 8  |             | Serbia      | 54  |                       |                       |  |  |                       |                       |
|  |             | Tây Ban Nha | 68          |     |                       |                       |  |  |                       |                       |
|  | Tây Ban Nha | Tây Ban Nha | 68          | 64  |                       |                       |  |  |                       |                       |
|  | Tây Ban Nha |             | 20 tháng 8  | 64  |                       |                       |  |  |                       |                       |
|  | Thổ Nhĩ Kỳ  | 62          |             |     |                       |                       |  |  |                       |                       |
|  | Thổ Nhĩ Kỳ  | 62          | Tây Ban Nha | 72  |                       |                       |  |  |                       |                       |
|  | 16 tháng 8  |             | Tây Ban Nha | 72  |                       |                       |  |  |                       |                       |
|  |             | Hoa Kỳ      | 101         |     |                       |                       |  |  |                       |                       |
|  | Hoa Kỳ      | Hoa Kỳ      | 101         | 110 |                       |                       |  |  |                       |                       |
|  | Hoa Kỳ      | 18 tháng 8  |             | 110 |                       |                       |  |  |                       |                       |
|  | Nhật Bản    | 64          |             |     |                       |                       |  |  |                       |                       |
|  | Nhật Bản    | 64          | Hoa Kỳ      | 86  |                       |                       |  |  |                       |                       |
|  | 16 tháng 8  |             | Hoa Kỳ      | 86  |                       |                       |  |  |                       |                       |
|  |             | Pháp        | 67          |     | Tranh huy chương đồng | Tranh huy chương đồng |  |  |                       |                       |
|  | Pháp        | Pháp        | 67          | 68  | Tranh huy chương đồng | Tranh huy chương đồng |  |  |                       |                       |
|  | Pháp        |             | 20 tháng 8  | 68  |                       |                       |  |  |                       |                       |
|  | Canada      | 63          |             |     |                       |                       |  |  |                       |                       |
|  | Canada      | 63          | Serbia      | 70  |                       |                       |  |  |                       |                       |
|  |             |             |             |     |                       |                       |  |  |                       |                       |
|  | Pháp        | 63          |             |     |                       |                       |  |  |                       |                       |
|  | Pháp        | 63          |             |     |                       |                       |  |  |                       |                       |

## Huy chương

### Bảng xếp hạng huy chương
| 1    | Bản mẫu:Lá cờIOC | 2 | 0 | 0 | 2 |
| 2    | Bản mẫu:Lá cờIOC | 0 | 1 | 1 | 2 |
| 2    | Bản mẫu:Lá cờIOC | 0 | 1 | 1 | 2 |
| Tổng | Tổng             | 2 | 2 | 2 | 5 |

### Các nội dung
| Event | Vàng | Bạc | Đồng |
| ----- | --- | --- | --- |
| Nam   | Bản mẫu:Lá cờIOCteam Jimmy Bulter Kevin Durant DeAndre Jordan Kyle Lowry Harrison Barnes Demar Derozan Kyrie Irving Klay Thompson DeMarcus Cousin Paul George Draymond Green Camelo Anthony           | Bản mẫu:Lá cờIOCteam Miloš Teodosić Marko Simonović Bogdan Bogdanović Stefan Marković Nikola Kalinić Nemanja Nedović Stefan Birčević Miroslav Raduljica Nikola Jokić Vladimir Štimac Stefan Jović Milan Mačvan | Bản mẫu:Lá cờIOCteam Pau Gasol Rudy Fernández Sergio Rodríguez Juan Carlos Navarro José Manuel Calderón Felipe Reyes Víctor Claver Willy Hernangómez Álex Abrines Sergio Llull Nikola Mirotić Ricky Rubio     |
| Nữ    | Bản mẫu:Lá cờIOCteam Lindsay Whalen Seimone Augustus Sue Bird Maya Moore Angel McCoughtry Breanna Stewart Tamika Catchings Elena Delle Donne Diana Taurasi Sylvia Fowles Tina Charles Brittney Griner | Bản mẫu:Lá cờIOCteam Leticia Romero Laura Nicholls Silvia Domínguez Alba Torrens Laia Palau Marta Xargay Leonor Rodríguez Lucila Pascua Anna Cruz Laura Quevedo Laura Gil Astou Ndour                          | Bản mẫu:Lá cờIOCteam Tamara Radočaj Sonja Petrović Saša Čađo Sara Krnjić Nevena Jovanović Jelena Milovanović Dajana Butulija Dragana Stanković Aleksandra Crvendakić Milica Dabović Ana Dabović Danielle Page |

## Trọng tài
Dưới đây là các trọng tài được lựa chọn điều khiển giải đấu.
| - Ahmed Al-Bulushi - Steven Anderson - Scott Paul Beker - Ilija Belošević - Chahinaz Boussetta - Christos Christodoulou - Natalia Cuello Cuello - Đoàn Châu - Juan González - Lauren Holtkamp | - Hwang In-tae - Damir Javor - Carlos Julio - Karen Lasuik - Oļegs Latiševs - Leandro Lezcano - Guilherme Locatelli - Robert Lottermoser - Cristiano Maranho - Vaughan Mayberry | - Anne Panther - Ferdinand Pascual - Piotr Pastusiak - Sreten Radović - José Reyes - Borys Ryzhyk - Stephen Seibel - Roberto Vázquez - Eddie Viator - Nadege Anaize Zouzou |